# Bertha Shortiss

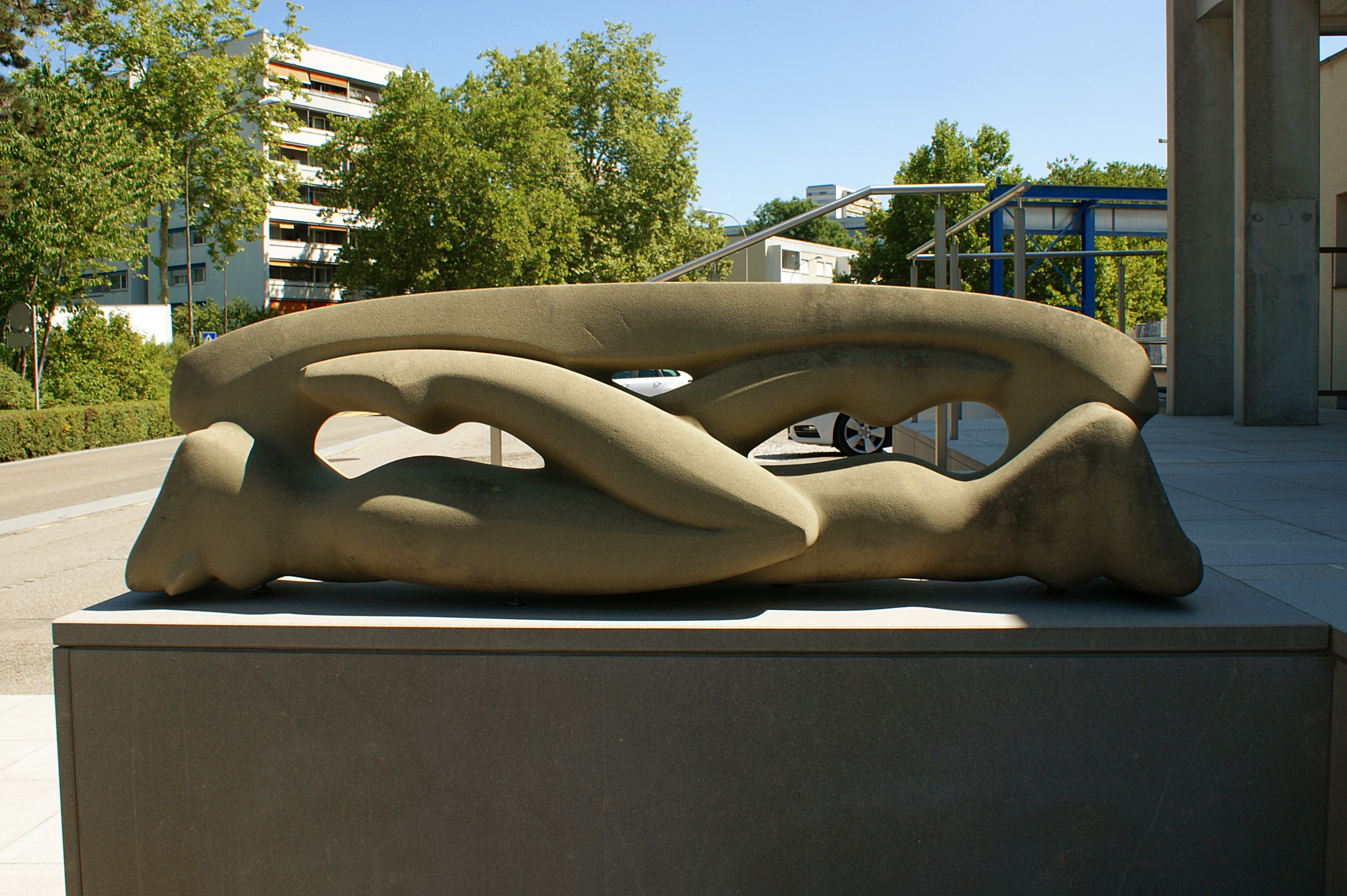
«Contemplation», Sandsteinskulptur von Bertha Shortiss, Bern, 2013

Bertha Shortiss (* 1968 in Schattdorf) ist eine Schweizer Künstlerin aus dem Kanton Uri.

## Leben
Bertha Shortiss ist die Tochter des Iren Francis Shortiss und der Urnerin Margrit Shortiss geb. Stadler, die aus Flüelen stammt.
Sie besuchte das Gymnasium und liess sich zur Bildhauerin ausbilden. Ihr Atelier führt sie in Altdorf. Sie stellt für öffentliche Auftraggeber, Unternehmen und Privatpersonen Werke aus Stein, Holz und anderen Materialien her. Eines ihrer Werke ist das Grabdenkmal für tot geborene Kinder auf dem Friedhof in Liestal. Eine Skulptur schuf sie für den Freiämter Sagenweg im aargauischen Freiamt.
International wurde Bertha Shortiss mit Ausstellungen wie Trioptikon in Kandern 2013, mit dem Kunstraum Kieswerk, den sie 2001 mit dem Bildhauer Volker Scheurer in einem Industrieareal in Weil am Rhein einrichtete, und durch die Teilnahme an Wettbewerben für Schneeskulpturen bekannt. Ihr grossformatiges Werk «leaving a chamber» erhielt am Schneekunstwettbewerb 2008 in Nayoro, Japan, mehrere Auszeichnungen. Auch für ihre Schneeskulptur am Harbin International Ice and Snow Sculpture Festival in Harbin, China im Jahr 2017 erhielt sie einen Preis.
2013 nahm sie am 3. Internationalen Bildhauersymposion auf Schloss Albeck teil und 2014 am Schoodic International Sculpture Symposium.